# Fu
Pour les articles homonymes, voir FU.
Le fu (traditionnel : 賦 , simplifié : 赋,  pinyin : fù ) est une sorte de poème en prose d'une grande richesse de vocabulaire, qui se caractérise par des phrases parallèles et des thèmes surtout descriptifs. C'est le style littéraire le plus caractéristique de la dynastie Han, et le genre persiste jusqu'au IXe siècle.
On doit à Song Yu (IIIe siècle av. J.-C.) l'imposition du genre fu. Le Fu du temple Gao tang inaugure les fu d'amour sur la rencontre entre humains et divinités.

## Histoire
Ce sont les descriptions de paysages contenues dans les Chants de Chu, le caractère fantastique qu'elles donnent aux poèmes et leur association avec les sentiments ou la morale qui sont à l'origine du genre littéraire du fu. Il s'agit d'un genre de prose faite de phrases parallèles. Le fu a influencé toute la prose ultérieure : jusqu'au viiie siècle les auteurs ont écrit en un style appelé pianwen, où les phrases sont appariées. Mais au viiie siècle a lieu une réaction visant à reproduire le style dépouillé de l'Antiquité.
Les premiers fu s'inspirent des Chants de Chu, comme À la mémoire de Qu'Yuan, de Jia Yi (賈宜, 201-169 av. J.-C.). Les fu d'amour en particulier, relatant la rencontre d'une déesse et d'un mortel, sont proches des chants chamanistiques dans lesquels la divinité est invitée à prendre possession du médium, dans une relation quasi érotique. On en trouve des exemples avec les fu de Song Yu, le Fu de la terrasse Gao tang et le Fu de la Déesse. Cao Zhi (192-232), avec son Fu de la déesse de la rivière Luo, est le continuateur de cette tradition du fu à caractère érotique.
Le plus grand représentant du genre fu est Sima Xiangru (179-117 av. J.-C.) à qui l'on doit des fu décrivant des parcs royaux (le Fu du maître Vide, le Fu du parc Shanglin), ainsi que le Fu de la belle femme. L'historien Ban Gu (32-92 apr. J.-C.) est l'auteur d'un fu célèbre, le Fu des deux capitales, opposant la capitale des Han antérieurs, Chang'an, à celle des Han postérieurs, Luoyang. Il est imité peu après par le savant Zhang Heng (78-139), auteur d'un fu du même nom. Les fu qui suivent se font moins descriptifs et leur contenu est plus philosophique. C'est le cas du fu de Lu Ji (261-303), le Wen fu, qui traite de la littérature.
Les fus d’avant les Han et du début de la dynastie, appelés saofu (fu lyrique) (騷賦), sont de style plus libre, le poète exprimant ses sentiments à travers des descriptions de la nature ou des discussions politiques. Ils seront remplacés par un type plus structuré, vers encadrés par une introduction et une conclusion sous forme de questions-réponses, considéré ultérieurement comme le modèle du genre, le gufu (fu ancien) (古賦), au contenu plus descriptif. Le type le plus connu est le « grand fu » décrivant avec un vocabulaire riche et abondant la splendeur des lieux et modes de vie de l'aristocratie, parfois sur un mode critique. 
À partir du milieu de la période des Han occidentaux, apparaissent des fu plus courts au contenu plus intime. Le chapitre « Art et littérature » des Annales des Han mentionne 106 auteurs et 1 318 œuvres, parmi lesquels les quatre grands maîtres : Sima Xiangru, Yang Xiong (揚雄) (Fu de Changyang (長楊賦) dans lequel il critique le luxe de Chengdi), Ban Gu, Zhang Heng ; on peut encore citer le Qifa (七發) de Mei Sheng (枚乘) (?~-140) et les Réponses (答客難) de Dong Fangshuo (東方朔) (-154~-93) dont la forme a inspiré beaucoup d’auteurs ultérieurs.

Fu du parc Shanglin de Sima Xiangru. Peinture attribuée à Qiu Ying (XVIe siècle), sur un rouleau de soie de 53,5 x 1183.9 cm (Musée national du palais à Taiwan).

## Autres auteurs notables
- Mei Sheng 枚乘) (-140)
- Yang Xiong 楊雄) (-53--18)
- Cai Yong (蔡雍) (132-192)
- Wang Can (王粲) (177-217)
- Chen Lin| (陳琳) (-217)
- Pan Yue (潘岳 (247-300)